# Zom 100: Zombie ni Naru made ni Shitai 100 no Koto
Zom 100: Zombie ni Naru made ni Shitai 100 no Koto (ゾン100 ～ゾンビになるまでにしたい100のこと～ Zon 100 ~ Zonbi ni Naru made ni Shitai 100 no Koto ~?), también conocida como Zom 100: Bucket List of the Dead en inglés, es una serie de manga japonesa escrita por Haro Aso e ilustrada por Kotaro Takata. Ha sido serializada en la revista de manga seinen Monthly Sunday Gene-X de Shogakukan desde octubre de 2018. Una adaptación de la serie al anime de BUG FILMS se estrenó el 9 de julio de 2023.

## Trama
Akira Tendo, un veinteañero oficinista de ZLM, empresa el cual lo explota, se encuentra atrapado en una vida rutinaria y sin sentido. Le falta empuje y motivación ya que está desencantado con su carrera; sin embargo, cuando un apocalipsis zombi golpea inesperadamente Tokio, convirtiendo a las personas en zombis sin sentido, todo se pone patas arriba. En lugar de sucumbir al miedo, Akira ve esto como una oportunidad para experimentar la vida al máximo en lugar de conformarse con su monótona existencia. Decide crear una "lista de deseos" de todo lo que quiere hacer antes de morir para no solo experimentarlo de primera mano sino también para demostrar que todavía está vivo y bien. Esta decisión se toma con un nuevo sentido de propósito.
Con la feliz compañía de su amigo Kencho, Akira se embarca en una serie de emocionantes y frecuentemente extrañas excursiones por la ciudad infestada de zombis. Sus bromas van desde placeres simples como comer gratis en restaurantes caros hasta actividades más extravagantes como subirse a montañas rusas y visitar casas embrujadas. Akira y Kencho se encuentran con otros supervivientes que tienen sus propias motivaciones para sobrevivir mientras se abren paso por las peligrosas calles repletas de zombis carnívoros. A lo largo del viaje, forjan extrañas alianzas, enfrentan sus propias ansiedades y aprenden la importancia de la amistad y la capacidad del espíritu humano para perseverar ante las dificultades.

## Personajes

### Personajes principales
Akira Tendo (天道 輝 Tendō Akira?)
 Seiyū: Shūichirō Umeda, Diego Becerril (español latino), Sergio Olmo (español castellano)
Akira es un ex oficinista que trabajó en una empresa de marketing extremadamente explotadora. Alguna vez fue una persona alegre, despreocupada, llena de ambiciones y sueños, pero la rutina de su trabajo abusivo tuvo un costo importante en su bienestar físico y mental y cayó en una profunda depresión. Sin embargo, cuando ocurre el apocalipsis zombie, Akira inmediatamente vuelve a su antigua personalidad, capaz de finalmente romper con su rutina y disfrutar de la vida tal como viene. Sabiendo que probablemente se convertirá en zombie en algún momento, Akira decide pasar los próximos tres años completando una lista de cosas que siempre quiso hacer. Si bien inicialmente parece ignorar la gravedad de la situación, Akira en realidad es muy consciente, pero aún considera que el apocalipsis zombie es mejor que su vida laboral anterior. Debido a su época como jugador de rugby universitario, Akira posee una mayor fuerza y agilidad, que a menudo utiliza para escapar de los zombis y salir de apuros. Más tarde usa su fuerza para convertirse en el "superhéroe" Akirager, vistiéndose con un traje de baño a prueba de mordeduras de tiburón para atacar físicamente a los zombis sin riesgo de ser mordido.
Shizuka Mikazuki (三日月 閑 Mikazuki Shizuka?)
 Seiyū: Tomori Kusunoki, Gabriela Ortiz (español latino), Graciela Molina (español castellano)
Shizuka es una joven que solía trabajar como contable de alto perfil. Solía estar en una situación muy similar a la vida laboral de Akira, excepto que era por culpa de su padre, quien controlaba todos los aspectos de su vida. Como resultado, Shizuka se convirtió en una persona reservada y demasiado lógica a la que le importaba poco o nada su disfrute personal de las cosas. Durante el apocalipsis zombie, esto solo se exacerbó cuando Shizuka se concentró en sobrevivir, utilizando su increíble ingenio a su favor, pero tampoco se tomó el tiempo para mezclarse con otros sobrevivientes. Después de varios encuentros casuales con Akira y Kencho, ella se une a ellos de mala gana cuando le ofrecen llevarla en su casa rodante, ya que no sabe conducir. Sin embargo, poco a poco comienza a abrirse a ellos y se inspira en su deseo de vivir la vida al máximo, lo que eventualmente la lleva a ella y a Akira a enamorarse y comenzar a salir. También desarrolla el deseo de convertirse en doctora, lo que se convierte en su principal elemento de la lista de deseos, en el puesto 42.
Kenichiro Ryuuzaki (竜崎 憲一朗 Ryūzaki Ken'ichirō?) / Kencho (ケンチョ Kencho?)
 Seiyū: Makoto Furukawa, Tommy Rojas (español latino), Carlos Calvo (español castellano)
Kenichiro es el mejor amigo de Akira desde su época universitaria y excompañero de equipo de rugby, apodado "Kencho". Le encanta contar chistes a otras personas, siendo Akira su público principal. Se convirtió en un agente de bienes raíces de alto perfil después de la universidad, pero en secreto odiaba la naturaleza fraudulenta de la industria inmobiliaria y solo se mantenía al día gracias a los beneficios que recibía; en realidad, su sueño de toda la vida era convertirse en comediante, lo que eventualmente se convierte en el elemento número 34 de la lista de deseos. Después de que Akira lo salva de una horda de zombies, los dos reavivan su vínculo y deciden sobrevivir juntos al apocalipsis zombie. Kencho posee la misma habilidad física que Akira, pero es más corpulento e innatamente más fuerte, además de más carismático, lo que lo ha llevado a un estilo de vida promiscuo que continúa hasta el apocalipsis. Durante el apocalipsis, Kencho frecuentemente realiza comedias para otros, siendo su principal broma desnudarse frente a los demás, para consternación de todos excepto de Akira, quien lo encuentra hilarante.
Beatrix Amerhauser (ベアトリクス・アメルハウザー Beatorikusu Ameruhauzā?) / Bea (ベア Bea?)
 Seiyū: Minami Takahashi (actriz de voz), Annie Rojas (español latino), Cristal Barreyro (español castellano)
Beatrix es una mujer alemana que en su juventud se obsesionó con la cultura japonesa. Obsesivamente comenzó a estudiar la cultura japonesa y aprendió japonés, con la intención de viajar por Japón después de graduarse de la universidad. Sin embargo, durante el viaje, ocurrió el apocalipsis zombie, dejando a Beatrix atrapada en su fantasía. Pudo defenderse encontrando una armadura samurái, un arco y una flecha, una lanza y katanas, y utilizó su entrenamiento autodidacta para acabar con los zombis. El objetivo de la lista de deseos de Beatrix es comer sushi elaborado por el último chef superviviente del mundo, lo que la llevó a unirse al grupo de Akira, ya que comer sushi ocupaba el puesto número 7 en la lista de deseos. Aunque es una chica dulce de corazón, las habilidades con las armas de Beatrix la convierten, con diferencia, en la luchadora más hábil del grupo.

### Personajes secundarios
Mikio Kousaka (高坂 幹夫 Kōsaka Mikio?) y Sumire Kousaka (香坂 すみれ Kōsaka Sumire?)
Mikio:  Seiyū: Shūhei Sakaguchi / Sumire:  Seiyū: Sara Matsumoto
Los Kousaka son una joven pareja que son vecinos de Akira. Nunca se habían visto antes, pero poco después del brote, Akira se topó con ellos escondidos en su apartamento mientras iba a buscar cerveza, y su actitud alegre los desconcertó. Akira se ofrece a conseguir suministros para ellos, pero más tarde descubre que su apartamento está destrozado. Aunque cree que los mataron, en realidad los dos se envalentonaron tanto por el optimismo de Akira que escaparon de su apartamento, huyeron al aeropuerto y se apoderaron de un avión para poder viajar juntos por el mundo antes de convertirse en zombis.

### Antagonistas
Gonzō Kosugi (小杉 権蔵 Kosugi Gonzō?)
 Seiyū: Kazuki Kitamura, Adrián Wowczuk (español latino), David Navarro (español castellano)
Es el antiguo líder del equipo de Akira en su antigua empresa. Gonzou, un matón sádico y alegremente abusivo, aprovecha cada oportunidad que puede para gritarles a sus compañeros de trabajo, incluso contradiciéndose cuando hacen exactamente lo que él les pide, y darse a sí mismo un culto a la personalidad donde sienten que solo pueden sobrevivir confiando en él, todo mientras él no hace absolutamente ningún trabajo a cambio. Cuando estalla el apocalipsis, se convierte en el líder de un grupo de supervivientes que se refugian en una parada de camiones, pero el coste mental de la situación hace que empeore aún más y suponga el mismo nivel de trabajo y presión para los demás supervivientes. También comienza a atrapar las personas que salen de Tokio y a manipularlas para que trabajen para él, lo que eventualmente incluye a Akira, Shizuka y Kencho. Aunque casi logra lavarle el cerebro a Akira, Shizuka lo convence de abandonar a Gonzou escribiéndolo en el puesto 37 de la lista de deseos, y el resto de su grupo finalmente hace lo mismo cuando él solo piensa en sí mismo durante un ataque zombie, y el resto de su grupo eventualmente hace lo mismo cuando él solo piensa en sí mismo durante un ataque zombie, dejándolo solo y llorando mientras los zombies lo invaden.
Kanta Higurashi ( 日暮 莞太  Higurashi Kanta?)
 Seiyū: Nobuhiko Okamoto
Higurashi es el líder de un grupo de supervivientes y el inverso pervertido de Akira. Mientras que Akira era una persona extrovertida que estaba aislada del mundo por su trabajo, Higurashi era un ex NEET que evitaba activamente a las personas y el trabajo, pero aun así se amargaba debido a su reclusión. Cuando estalló el apocalipsis, Higurashi vio esto como una oportunidad para hacer lo que quisiera sin consecuencias, y conoció a otras personas que estaban igualmente privadas de sus derechos por la sociedad.

### Otros personajes
Saori Ohtori (鳳 沙織 Ōtori Saori?)
 Seiyū: Sora Amamiya
Ohtori es una de los compañeros de trabajo de Akira durante su estancia en la empresa. Era una mujer atractiva que siempre le demostró compasión, Akira se enamoró enormemente de ella, pero finalmente descubrió que la estaban obligando a ser la "otra mujer" del CEO, teniendo relaciones sexuales constantemente con él tanto dentro como fuera de la oficina, y por lo tanto evitaba tímidamente confesarse a ella. El primer día del apocalipsis, tanto Ohtori como el CEO se convirtieron en zombis y, al descubrirlos, Akira reunió el coraje para confesarse con ella antes de huir, lo que se convirtió en el primer elemento de su lista de deseos. Akira piensa habitualmente en ella, pero renuncia en gran medida a cualquier sentimiento persistente hacia ella después de darse cuenta de que está enamorado de Shizuka.
Yukari ( ユカリ?)
 Seiyū: Shion Wakayama
Yukari es una de las tres azafatas que Akira y Kencho conocen, junto con sus compañeras de trabajo Reika y Maki, mientras se esconden de los zombis en una tienda del metro. Después de que Kencho tiene relaciones sexuales con Maki (y se burla de Akira por ello), Akira intenta hacer lo mismo con Yukari, pero ella lo rechaza cuando le revela que tiene novio y que tiene esperanzas de que él sobreviva. En cambio, los dos se hacen amigos rápidamente y tienen una conversación sincera sobre sus ambiciones. Un hombre infectado finalmente infecta a Reika, quien a su vez infecta a Maki antes de ser asesinada por Kencho, mientras el hombre muerde a Yukari. Antes de darse la vuelta, Yukari anima a Akira a encontrar su ambición en la vida, como si ella tuviera que vivir como azafata. La muerte de Yukari traumatiza a Akira, quien lleva su recuerdo durante el resto de su viaje.

## Producción
Haro Aso, autor de la serie, comentó que el manejo del género zombie como entretenimiento ha sido sobreutilizado en varios tipos de medios. Aso estaba planeando un nuevo trabajo cuando se le ocurrió la idea de "hagamos uno de zombies". Entonces, a Aso se le ocurrió la idea de un protagonista que pudiera ver a los zombies como algo divertido, pensando que las personas reales podrían ser más repugnantes que los zombies, y "sería interesante mezclar zombies y bestias de compañía". Se le ocurrió la idea de tener animales de compañía como protagonistas principales. Sin embargo, quedó impresionado después de ver la película japonesa de 2018 Kamera o Tomeru na!. Aso quedó asombrado por la toma de una "conmovedora comedia de zombies" de Shin'ichirō Ueda. Aunque el manga es anterior a la película, Aso disfrutó de Kamera o Tomeru na! y agregó que escribió el manga sin ser consciente del mercado internacional. Originalmente, Aso prefería las películas occidentales a las nacionales, lo que llevó a que su manga estuviera más influenciado por las primeras. Para destacar como autor de manga, quiso hacer un comentario sobre la sociedad japonesa para hacer reír al público, algo diferente a trabajos anteriores de zombies. El estilo se describe como "un poco poco convencional, un poco tonto". Mientras contaba una historia ridícula, su mensaje era decirles a los lectores que hicieran lo que quisieran como lo hacen sus personajes.
Aso, que no tenía experiencia trabajando en una empresa, entrevistó a su amigo, un oficinista. Mientras bebía el fin de semana y tomaba notas de las quejas de su amigo, Aso pensó para sí mismo: "¿No serían mejores los zombis si este fuera el caso?". A partir de esa historia, imaginó al personaje principal, Akira, quien pospone todo lo que quiere hacer y se dedica a su trabajo en la empresa. Luego, metió a Akira en un mundo zombie, iniciando así la producción de la historia.
El artista Kotaro Takata dijo que el tema de los zombies era algo en lo que siempre quiso trabajar, siendo algunas de sus obras favoritas en el género de terror Zombieland y Z Nation. Aso y Takata, eran "originalmente amigos que a menudo iban juntos a acampar". Según Aso, Takata decía cosas como "Cuando termine esta serie, volveré a la casa de mis padres y empezaré a cultivar y cazar", como si "siempre hubiera querido escapar de la realidad". Cuando Aso estaba pensando en la historia, Takata le vino a la mente, lo llamó y le preguntó: "¿Qué estás haciendo ahora? ¿Quieres ir a cazar?". y le preguntó: "¿Te gustaría crear una obra juntos?". Por lo tanto, Takata “aceptó el proyecto con dos respuestas”, y Takata quedó a cargo de las ilustraciones.

## Contenido de la obra

### Manga
Zom 100: Zombie ni Naru made ni Shitai 100 no Koto está escrito por Haro Aso e ilustrado por Kotaro Takata. La serie comenzó en la revista de manga seinen de Shogakukan Monthly Sunday Gene-X el 19 de octubre de 2018. Shogakukan ha recopilado sus capítulos individuales en volúmenes tankōbon. El primer volumen se publicó el 19 de marzo de 2019. Se han publicado veinte volúmenes hasta la fecha.
En América del Norte, Viz Media anunció el lanzamiento en inglés de la serie en julio de 2020. Kana obtuvo la licencia de la serie en Francia. Panini Comics obtuvo la licencia de la serie en España.

#### Lista de volúmenes
| Volúmenes de manga publicados | Volúmenes de manga publicados | Volúmenes de manga publicados | Volúmenes de manga publicados | Volúmenes de manga publicados |
| Número                        | Fecha de lanzamiento          | ISBN                          | Fecha de lanzamiento          | ISBN                          |
| ----------------------------- | ----------------------------- | ----------------------------- | ----------------------------- | ----------------------------- |
| 1                             | 19 de marzo de 2019           | ISBN 978-4-09-157561-6        | 26 de agosto de 2021          | ISBN 978-84-1101-035-1        |
| 2                             | 19 de julio de 2019           | ISBN 978-4-09-157568-5        | 28 de octubre de 2021         | ISBN 978-84-1101-115-0        |
| 3                             | 18 de octubre de 2019         | ISBN 978-4-09-157575-3        | 16 de diciembre de 2021       | ISBN 978-84-1101-222-5        |
| 4                             | 19 de febrero de 2020         | ISBN 978-4-09-157587-6        | 24 de febrero de 2022         | ISBN 978-84-1101-375-8        |
| 5                             | 19 de junio de 2020           | ISBN 978-4-09-157598-2        | 26 de mayo de 2022            | ISBN 978-84-1101-471-7        |
| 6                             | 16 de octubre de 2020         | ISBN 978-4-09-157609-5        | 23 de junio de 2022           | ISBN 978-84-1101-683-4        |
| 7                             | 19 de enero de 2021           | ISBN 978-4-09-157621-7        | 25 de agosto de 2022          | ISBN 978-84-1101-830-2        |
| 8                             | 19 de mayo de 2021            | ISBN 978-4-09-157609-5        | 27 de octubre de 2022         | ISBN 978-84-1101-998-9        |
| 9                             | 19 de octubre de 2021         | ISBN 978-4-09-157653-8        | 15 de diciembre de 2022       | ISBN 978-84-1150-132-3        |
| 10                            | 18 de febrero de 2022         | ISBN 978-4-09-157669-9        | 23 de febrero de 2023         | ISBN 978-84-1150-245-0        |
| 11                            | 17 de junio de 2022           | ISBN 978-4-09-157681-1        | 27 de abril de 2023           | ISBN 978-84-1150-362-4        |
| 12                            | 17 de noviembre de 2022       | ISBN 978-4-09-157700-9        | 22 de junio de 2023           | ISBN 978-84-1150-507-9        |
| 13                            | 17 de febrero de 2023         | ISBN 978-4-09-157728-3        | 24 de agosto de 2023          | ISBN 978-84-1150-618-2        |
| 14                            | 30 de junio de 2023           | ISBN 978-4-09-157756-6        | 22 de febrero de 2024         | ISBN 978-84-1051-005-0        |
| 15                            | 19 de septiembre de 2023      | ISBN 978-4-09-157781-8        | 27 de junio de 2024           | ISBN 978-84-1051-282-5        |
| 16                            | 19 de febrero de 2024         | ISBN 978-4-09-157795-5        | 24 de octubre de 2024         | ISBN 978-84-1051-510-9        |
| 17                            | 19 de junio de 2024           | ISBN 978-4-09-157826-6        | 24 de abril de 2025           | ISBN 978-84-1051-915-2        |
| 18                            | 19 de noviembre de 2024       | ISBN 978-4-09-157845-7        | —                             | —                             |
| 19                            | 18 de marzo de 2025           | ISBN 978-4-09-157877-8        | —                             | —                             |
| 20                            | 18 de julio de 2025           | ISBN 978-4-09-157886-0        | —                             | —                             |

### Anime
El 6 de enero de 2023, se anunció una de la serie al anime, como parte de un acuerdo entre Viz Media, Shogakukan y Shogakukan-Shueisha Productions. Está producida por BUG FILMS y dirigida por Kazuki Kawagoe, con dirección asistente de Hanako Ueda, guiones supervisados por Hiroshi Seko, diseños de personajes de Kii Tanaka, diseños de zombis de Junpei Fukuchi y música compuesta por Makoto Miyazaki. La serie se estrenó el 9 de julio de 2023 en MBS y TBS. El tema de apertura es «Song of the Dead» (ソングオブザデッド Songu obu za Deddo?), interpretado por Kana-Boon, mientras que el tema de cierre es «Happiness of the Dead» (ハピネス オブ ザ デッド Hapinesu obu za Deddo?), interpretado por Shiyui. Hulu y Netflix transmitirán la serie en los Estados Unidos. Muse Communication obtuvo la licencia de la serie en el sudeste asiático. Crunchyroll obtuvo la licencia fuera de Asia. También anunció que la serie recibirá ambos doblajes tanto en español latino como en castellano, que se estrenarán próximamente.

### Película de imagen real
El 7 de junio de 2022, durante la transmisión en vivo de Geeked Week, Netflix anunció que se había dado luz verde a una adaptación cinematográfica de imagen real. Yusuke Ishida dirige la película, basada en un guion de Tatsuro Mishima. Akira Morii se desempeña como productor, en colaboración con ROBOT y Plus One Entertainment. La película se estrenó el 3 de agosto de 2023.

## Recepción

### Manga

#### Recepción de la crítica
Briana Lawrence de The Mary Sue elogió la premisa del manga por hacer que al lector no le importe la búsqueda de Akira, sino el hecho de que no le importa el hecho de que haya zombis en Japón y cómo pasa su tiempo libre. El punto de vista de Akira sobre el mundo posapocalíptico se comparó con una visión optimista de la situación mundial durante la pandemia de COVID-19. Kara Dennison de Otaku USA dijo que la serie da varios mensajes positivos, como el optimismo de Akira al lidiar con el mundo caótico, así como la perspectiva general del elenco sobre el statu quo actual. Koiwai de Manga News encontró la historia peculiar, loca y cínica, elogiando el manejo de Akira, mientras respondía positivamente al arte, especialmente al dibujo de zombies.

#### Reconocimientos
La serie fue nominada al Premio Eisner en las categorías Mejor Edición Estadounidense de Material Extranjero - Japón / Asia y Mejor Publicación de Humor en 2022. La serie también fue nominada al 69.ª edición de los Shogakukan Manga Award en 2023.

### Anime

#### Recepción de la crítica
En el sitio web del agregador de reseñas Rotten Tomatoes, la primera temporada de Zom 100: Zombie ni Naru made ni Shitai 100 no Koto tiene un índice de aprobación del 100% según cinco reseñas, con una calificación promedio de 9,7/10. Los críticos de Anime News Network dieron una acogida muy positiva al primer episodio de la serie. James Beckett y Richard Eisenbeis le dieron una puntuación perfecta, felicitando la narración, las imágenes, la dirección, la animación y el manejo del personaje de Akira. Rebecca Silverman describió que la dirección de arte es fascinante y hace un trabajo notable al enfatizar el deterioro de la calidad de vida de Akira y su repentino resurgimiento. Nicholas Dupree elogió su animación, dirección y el personaje de Akira, aunque señala que "[el programa] es simple, un poco vulgar y no hace mucho para innovar en el terreno trillado de la ficción zombie, pero tiene un núcleo emocional sólido y un exceso de energía".
Daniel Kurland de Den of Geek describe el estreno de la serie y dice: "Este primer episodio utiliza un truco simple pero efectivo en el que la paleta de colores se silencia activamente durante el flashback extendido que se desarrolla durante los primeros días en el trabajo de Akira". Con respecto al tema de apertura de la serie, lo describió como "un éxito absoluto y captura perfectamente la energía grandilocuente y despreocupada del anime". Rafael Motamayor de IGN calificó el estreno de la serie como "uno de los mejores primeros episodios de un anime en mucho tiempo", elogiando su narración visual, encuadre y color en el manejo de la miserable vida laboral de Akira. También elogió la serie por su refrescante visión del género, los personajes y el humor de los zombies, mientras criticaba la calidad de su animación por considerarla poco confiable debido a los retrasos en la producción del estudio que la convirtieron en un "reloj menos que perfecto".

#### Reconocimientos
Zom 100: Zombie ni Naru made ni Shitai 100 no Koto recibió seis nominaciones en la 8.ª edición de los Crunchyroll Anime Awards en las categorías: Mejor Serie Nueva, Mejor Comedia, Mejor Dirección de Arte (Taketo Gonpei), Mejor Secuencia de Apertura ("Song of the Dead" de Kana-Boon), Mejor Secuencia de Cierre ("Happiness of the Dead" de Shiyui), y Mejor Interpretación de Voz (Alemán; Patrick Keller como Akira Tendo).